# Dybdeterapi
Dybdeterapi eller dybdegående terapi eller dybdegående psykoterapi (engelsk Depth Therapy eller Depth Psychotherapy) er ifølge den amerikanske psykologforening APA en bred samlebetegnelse for tilgange til psykoterapi, der fokuserer på at identificere og arbejde med ubevidste, bagvedliggende eller underliggende konflikter og erfaringer. Der er tale om terapiformer, der arbejder gennem disse mønstre for at fremme dybere forståelse og selvindsigt med henblik på at være varigt livsforandrende og behandle lidelser og skabe mental sundhed.

## Anvendelsesområde og målgruppe
Dybdeterapi kan være relevant og gavnlig for en bred vifte af mennesker, men det er typisk mere velegnet til dem, der er interesseret i en mere dybtgående udforskning af deres følelser, tanker og adfærd.
Dybdeterapi kan være særligt nyttig for folk, der ønsker at arbejde gennem komplekse følelsesmæssige eller interpersonelle problemer, eller for dem, der ønsker at udforske deres personlige udvikling og selvopdagelse på et dybere niveau. Terapeuten fungerer som en guide i denne proces, og målet er at hjælpe klienten med at opnå større selvindsigt og mulighed for personlig vækst.
Dybdeterapi består typisk af ikke-strukturerede samtaler og følger ikke et fast program. Varigheden af dybdeterapi er meget individuel og afhænger af faktorer som kompleksiteten af klienternes problemer, deres terapeutiske mål og deres engagement i terapien. Dybdeterapi kan både være kortvarig og langvarig, hvilket også afhænger af tilgangen, da fx. psykoanalyse og jungiansk analyse generelt er mere langvarige end fx. integrativ eksistentiel terapi.

## Betegnelse og historie
Begrebshistorisk kan begrebet dybdeterapi føres tilbage til betegnelsen dybdepsykologi, der stammer fra psykiateren Eugen Bleuler. Man skelner sommetider mellem dybdeterapi, der kigger på de underliggende grunde til psykiske lidelser, og overfladeterapi, som er indlæring af redskaber til problemløsning.
Vigtige pionerer på området var Sigmund Freud, Carl Gustav Jung, Pierre Janet og Otto Rank, der har påvirket den nuværende brug af begrebet. Der findes mange moderne dybdeterapeutiske tilgange, der både kan være inspirerede af psykoanalyse, Carl Jung, Alfred Adler, transpersonlig psykologi, eksistentiel psykologi eller spirituel psykologi. Blandt nogle af de vigtige internationale dybdeterapitilgange er psykodynamisk psykoterapi, jungiansk terapi, adlersk terapi og transpersonlig psykoterapi. Disse tilgange kontrasteres sommetider med overfladeterapeutiske tilgange som kognitiv terapi, metakognitiv terapi, adfærdsterapi, ACT og narrativ terapi.

## Grundtanke
Grundtanken bag dybdeterapi er, at mennesket er påvirket af ubevidste eller dybereliggende faktorer, der må gøres bevidste eller klare for at forbedre klientens trivsel. Dybdeterapi dækker således over en kategori af psykoterapi, der udforsker underliggende tanker og følelser for at fremme selvbevidsthed og personlig vækst.
Dybdeterapi retter sig dermed ikke kun mod at lindre symptomerne, men fokuserer på at forstå og ændre den underliggende lidelse . Formålet med det fokus er at skabe vedvarende forbedring af klientens situation, der er langtidsholdbar.

## Tilgange
Der findes forskellige typer af dybdeterapi, og hver af disse dybdeterapitilgange har deres egne unikke teknikker og perspektiver. De forskellige tilgange har dog alle sammen til formål at hjælpe individer med at få indsigt i deres indre verden og opnå personlig forandring eller forvandling. Der findes mange forskellige former for dybdeterapi, hvoraf de vigtigste hovedtyper omfatter:

### Psykoanalyse
Psykoanalysen er udviklet af Sigmund Freud, og denne tilgang dykker ned i det ubevidste sind for at afdække uløste konflikter, barndomsoplevelser og ubevidste motivationer. Psykoanalysen mener, at barndomsoplevelser, især de tidlige relationer til forældre og omsorgspersoner, former individets personlighed og psykologiske funktion. Dybdeterapien undersøger disse tidlige oplevelser for at forstå, hvordan de fortsat påvirker individet i voksenlivet. Psykoanalysen mener, at undertrykte følelser og konflikter kan føre til psykisk ubehag og symptomer. Terapien sigter mod at frigøre disse undertrykte følelser og konflikter gennem en proces med bevidstgørelse og bearbejdning.

### Jungiansk terapi
Jungiansk terapi eller jungiansk analyse er baseret på på Carl Gustav Jungs arbejde og er forbundet med analytisk psykologi. Denne tilgang fokuserer på individuation og udforskningen af arketyper, drømme og det kollektive ubevidste.

### Psykodynamisk terapi
Psykodynamisk psykoterapi er en mere moderne tilgang, der er påvirket af psykoanalyse. Den psykodynamiske terapi udforsker ubevidste påvirkninger på adfærd og sigter mod at forstå, hvordan tidligere erfaringer former nutiden.
Psykodynamisk terapi undersøger betydningen af tidlige barndomsoplevelser og interaktioner med forældre og omsorgspersoner for individets psykologiske udvikling. Terapeuten udforsker klientens barndomsoplevelser for at identificere gentagne mønstre, dynamikker og traumer.
Terapeuten og klienten indgår i en dyb terapeutisk relation, der afspejler klientens tidligere interpersonelle relationer og dynamikker. Terapeuten skaber en støttende, empatisk og accepterende atmosfære, hvor klienten kan udforske og bearbejde følelsesmæssige og relationelle udfordringer.

### Objektrelationsterapi
Denne tilgang undersøger, hvordan tidlige relationer med omsorgspersoner påvirker et individs relationer og selvopfattelse gennem hele livet. Objektrelationsterapi undersøger individets indre repræsentationer af vigtige andre, kendt som objekter. Disse objekter kan repræsentere omsorgspersoner, såsom forældre eller søskende, og individets interaktioner med disse objekter danner grundlaget for deres psykologiske udvikling.
Terapeuten og klienten indgår i en terapeutisk relation, der afspejler de tidlige objektrelationer. Terapeuten skaber en støttende, empatisk og accepterende atmosfære, hvor klienten kan udforske og bearbejde følelsesmæssige og relationelle udfordringer.

### Transaktionsanalyse
Transaktionsanalyse er udviklet af Eric Berne, og denne terapi udforsker forskellige egotilstande og sigter mod at hjælpe individer med at forstå deres kommunikationsmønstre og adfærd i relationer.

### Transpersonlig psykoterapi
Transpersonlig psykoterapi går ud over individets personlige oplevelser for at udforske åndelige, transcendente og mystiske aspekter af menneskelig bevidsthed. Den integrerer psykologiske og spirituelle dimensioner, og behandler ofte temaer som højere bevidsthedstilstande, topoplevelser og alt livs indbyrdes forbundne sammenhæng.

### Adlersk terapi
Opkaldt efter Alfred Adler fokuserer denne terapi på at forstå et individs unikke livsstil, og hvordan det relaterer til dets følelse af tilhørsforhold, sociale interesse og personlige mål. Tilgangen understreger vigtigheden af individets subjektive perspektiv og dets stræben efter selvforbedring og fællesskabsforbindelse. Adleriansk terapi er ikke traditionel dybdeterapi i samme forstand som f.eks. psykoanalyse, men det kan stadig være en dybtgående terapeutisk tilgang.

### Daseinsanalyse og eksistentiel psykoanalyse
Eksistentiel terapi er almindeligvis ikke dybdeterapi i klassisk forstand, men der findes tilgange, som indarbejder mere traditionelle dybdeterapiformer. Dette omfatter blandt andet Daseinsanalyse, eksistentiel psykoanalyse og integrative eksistentielle terapier.